# Charlotte Bronsveld-Vitringa
Sophie Charlotte Cornelie (Charlotte) Bronsveld-Vitringa (Deventer, 20 oktober 1871 - Utrecht, 14 november 1933), later zuster Domna Joanna, was een katholiek politica en latere geestelijke.
Charlotte Vitringa werd geboren in het hervormde gezin van journalist en rector Annes Johan Vitringa en Catharina Schouten als achtste en jongste kind. Ze volgde na de katholieke hogere burgerschool voor meisjes in Deventer een opleiding aan het Utrechts Conservatorium.
In 1894 trouwde Charlotte met dominee Louis Bronsveld, die bekendstond als anti-Rooms. Ze zouden geen kinderen krijgen. In 1900 bekeerde Charlotte Bronsveld zich tot het Rooms-Katholicisme, en ze liet zich in 1901 herdopen in 's-Gravenhage. Ze zou echter pas openlijk katholiek worden na het overlijden van haar vader later dat jaar. Toen haar zwager A.W. Bronsveld in 1909 overleed adopteerden Charlotte en Louis Bronsveld zijn drie kinderen (twee jongens en een meisje).
Charlotte Bronsveld was actief in sociale en charitatieve verenigingen, en bijvoorbeeld bestuurslid van de Katholieke Vrouwenbond en het Hoornse Burgerlijk Armbestuur. Ook zette ze zich in tegen drankmisbruik, en was ze lid van het hoofdbestuur van Sobriëtas (drankbestrijding). Van 1919 tot 1927 was ze lid van de Hoornse gemeenteraad in de Katholieke fractie.
In 1922 werd ze als eerste vrouw in de Rooms-Katholieke fractie van de Tweede Kamer der Staten-Generaal gekozen. In de Kamer hield zij zich bezig met justitie en onderwijs en sprak zelden - voornamelijk over zedenverwildering. In 1923 behoorde Bronsveld tot de negen katholieke dissidenten die tegen de ontwerp-Vlootwet stemden, wat leidde tot een verwerping met 50 tegen 49 stemmen en het ontslag van Kabinet-Ruijs de Beerenbrouck II. In 1925 stemde zij als een van de twee katholieken tegen de ontwerp-Zuiderzeesteunwet.
In 1925 was Bronsveld nummer twee op de Katholieke lijst van de kieskring Amsterdam, en werd zij niet herkozen. In 1926 overleed haar echtgenoot, en in 1927 trok zij zich vervolgens als kloosterlinge terug in het klooster van de Benedictinessen Maria Mediatrix in het Belgische Hekelgem, waar zij de naam zuster Domna Joanna aannam. Zij zou daar tot haar overlijden in 1933 blijven wonen.